# Kofferdamm (Wasserbau)

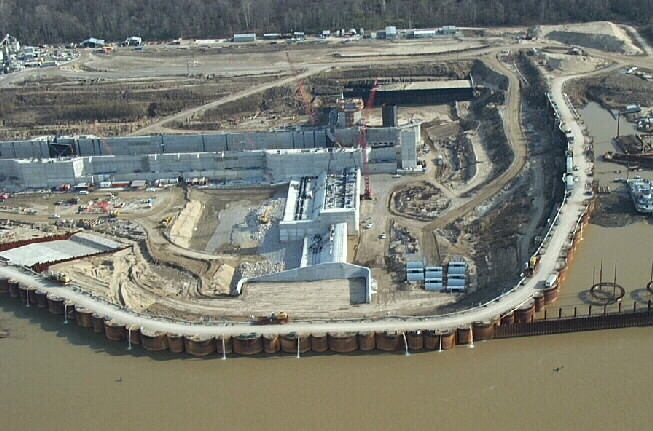
Kofferdamm

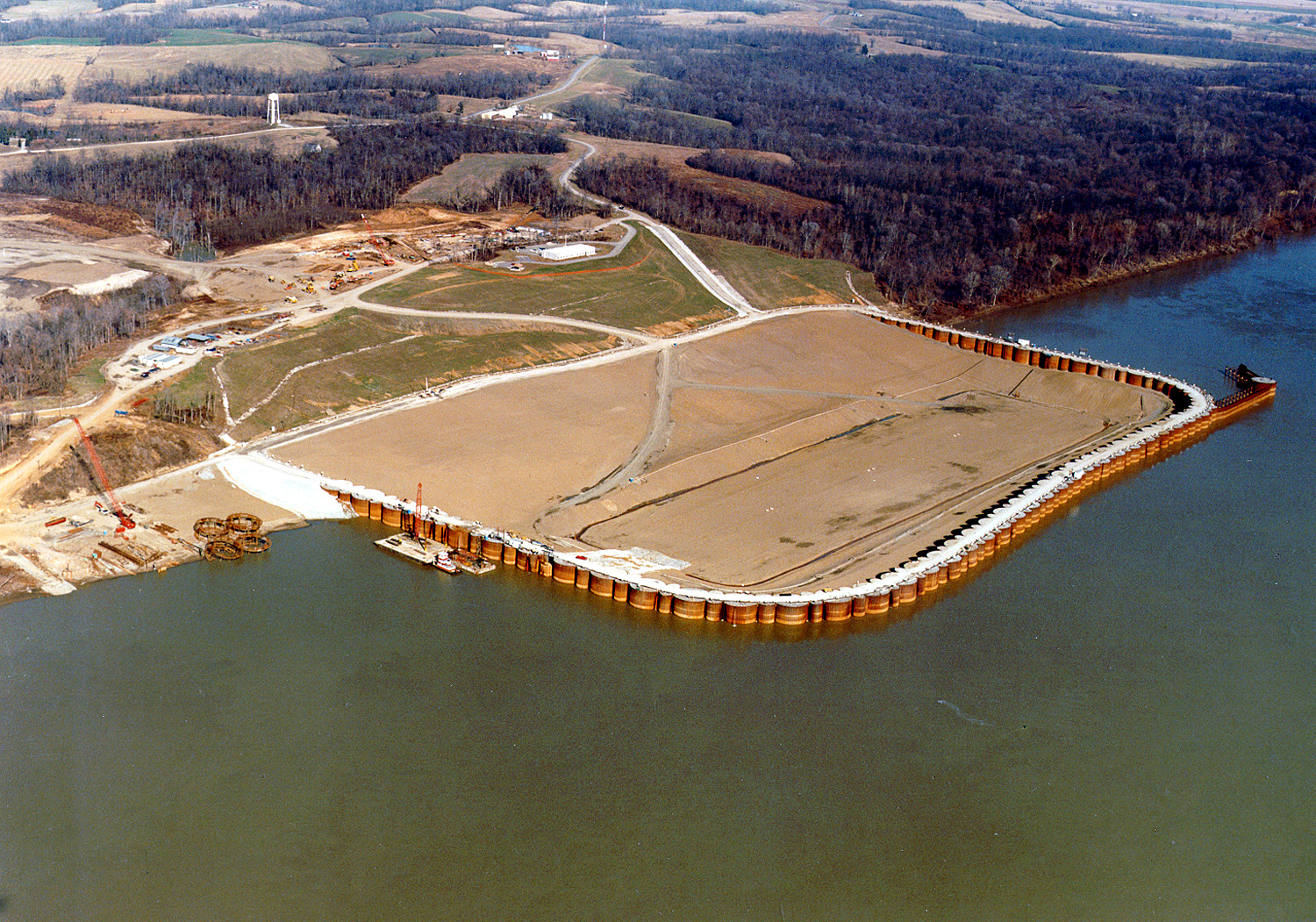
Kofferdamm am Ohio River

Ein Kofferdamm beziehungsweise Fangedamm oder in manchen Gegenden auch Fangdamm ist im Wasserbau eine provisorische Barriere oder ein provisorischer Damm, um für die Bauzeit bestimmte Bereiche des Baufeldes trockenlegen zu können. 
Dabei ist der Begriff Kofferdamm eigentlich die falsche Übersetzung (Falscher Freund) des englischen Begriffs „coffer dam“, wobei coffer von Lateinisch cophinus mit der Bedeutung Korb abstammt.
Beim Brückenbau ist ein Koffer- oder Fangedamm ein System, das im Wasser einen von oben zugänglichen trockenen Bereich auf dem Wassergrund schafft. Beispielsweise kann er als großer offener Zylinder ausgeführt werden, der auf den Grund eines Flusses aufgesetzt wird. Nach Leerpumpen des senkrecht stehenden Zylinders kann so in einem Fluss ein Brückenfundament hergestellt werden – eine Methode, die von den Römern vielfach zum Brückenbau genutzt wurde.
Im Talsperrenbau ist ein Koffer- oder Fangedamm ein provisorisches Dammbauwerk, das der Wasserhaltung während der Bauarbeiten dient, z. B. für einen Staudamm, um den Fluss umzuleiten oder eine Flutung der Baugrube bei Hochwasser zu verhindern. Beispiele für mögliche Ausführungen sind: Schüttdamm, Kastenfangedamm, Zellenfangedamm und Spundwand.